# Dan Hooker
Daniel Preston Hooker (ur. 13 lutego 1990 w Auckland) – nowozelandzki zawodnik mieszanych sztuk walki (MMA) oraz były kick-bokser. W zawodowym kick-boxingu był mistrzem organizacji King in the Ring w wadze średniej oraz mistrzem WKBF X-Rules w wadze półśredniej. Aktualnie związany z organizacją UFC, w której rywalizuje w wadze lekkiej.  

## Kariera MMA

### Wczesna kariera
Zadebiutował w marcu 2009 roku z tytułem mistrza sztuk walki. Walczył głównie w swoim rodzinnym kraju, Nowej Zelandii i zanim dołączył do Ultimate Fighting Championship, uzyskał rekord 10-4.
Jest również zawodowym kickbokserem z rekordem 9-1, Zdobył mistrzostwo King In The Ring w wadze średniej oraz mistrzostwo WKBF X-Rules w wadze półśredniej.
Hooker ma na swoim koncie rekord: 3-2 w submission grapplingu. 18 października 2009 roku wziął udział w turnieju ICNZ Contender Series 1 No-Gi Submission Wrestling Tournament. Pokonał Thomasa Kwoka i Bassa Khou przez duszenie gilotynowe i przegrał na punkty z Pumau Campbellem. Startował również w zawodach New Zealand 2011 No-Gi Nationals, w kategorii Advanced poniżej 77 kg / 170 lbs, pokonał Paula Faavaogę w pierwszej rundzie i przegrał z LJ Stevensonem w drugiej.
Stoczył również walkę w wadze ciężkiej, ważąc 86 kg, z Markiem Creedy'm, wygrywając przez nokaut w drugiej rundzie. Walczył również w walce drużynowej w wadze ciężkiej w kickboxingu z Antzem Nansenem.
Hooker trenował MMA od 2008 roku, będąc przez pewien czas głównym trenerem w siłowni City Kickboxing w Auckland. W połowie 2018 roku Hooker otworzył własną siłownię Combat Academy w Ellerslie, Auckland, która była najnowocześniejszą siłownią, zawierającą pełnowymiarowy ring bokserski i oktagon.

### UFC

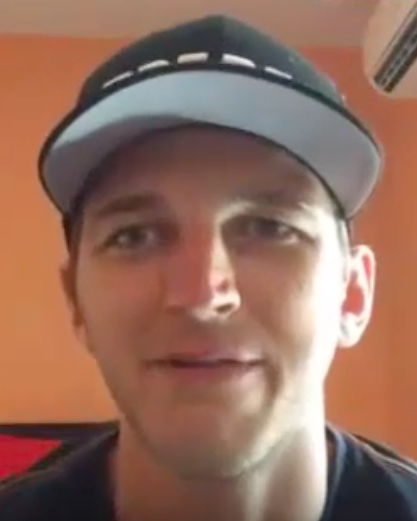
Hooker udzielający wywiadu w 2016 roku.

20 marca 2016 na UFC Fight Night 85 zmierzył się z Markiem Eddivą. W pierwszej rundzie poddał rywala duszeniem gilotynowym. 
Następnie zmierzył się z Jasonem Knightem 27 listopada 2016 na UFC Fight Night 101. Przegrał walkę jednogłośną decyzją.
Po przejściu z wagi piórkowej do lekkiej, Hooker walczył z Rossem Pearsonem na UFC Fight Night 110. Wygrał walkę przez nokaut w drugiej rundzie. Zwycięstwo zapewniło mu drugą nagrodę bonusową za występ wieczoru.
30 grudnia 2017 na UFC 219 zawalczył z Markiem Diakiese. Nowozelandczyk pewnie porozbijał swojego rywala i ostatecznie poddał go w trzeciej rundzie.
21 kwietnia 2018 na UFC Fight Night 128 skrzyżował rękawice z doświadczonym Jimem Millerem. W pierwszej rundzie znokautował Amerykanina przy użyciu potężnego kolana, które trafiło wprost na jego szczękę.
W kolejnej walce zmierzył się ze specjalizującym się w BJJ, Gilbertem Burnsem podczas lipcowej gali UFC 226. Zwyciężył przez nokaut w pierwszej rundzie.
Na gali UFC on FOX 31, która miała miejsce 15 września 2018 w Milwaukee stoczył pojedynek z Brazylijczykiem, Edsonem Barboza. Po widowiskowej walce przegrał przez nokaut w trzeciej rundzie, tym samym jego passa czterech zwycięstw przed czasem dobiegła końca.
20 lipca 2019 na UFC on ESPN 4 znokautował w pierwszej rundzie Jamesa Vicka. To zwycięstwo przyniosło mu bonus za występ wieczoru.
6 października 2019 na UFC 243 zmierzył się z byłym pretendentem do tytułu mistrza UFC, Alem Iaquintą. Wygrał walkę jednogłośną decyzją.
23 lutego 2020 roku na gali UFC Fight Night: Felder vs. Hooker zawalczył z Paulem Felderem. Zwyciężył kontrowersyjną, niejednogłośną decyzją. Spośród 17 przedstawicieli mediów, 12 z nich punktowało dla Feldera, a tylko 4 dla Hookera. Pojedynek nagrodzono bonusem za walkę wieczoru.

Hooker w 2020 roku.

27 czerwca 2020 na UFC on ESPN: Poirier vs. Hooker zmierzył się z powracającym pretendentem do tytułu mistrzowskiego UFC, Dustinem Poirierem. Przegrał walkę przez jednogłośną decyzję. Walka została nagrodzona bonusem za walkę wieczoru oraz była powszechnie uważana za jedną z najlepszych walk roku.
24 stycznia 2021 doszło do jego walki z byłym mistrzem wagi lekkiej Bellator MMA, debiutującym w UFC Michaelem Chandlerem. Przegrał walkę przez techniczny nokaut w pierwszej rundzie. Po walce symbolicznie umieścił swoje rękawice z walki na środku oktagonu kończąc karierę, jednak potem wyjaśnił, że po ponownym rozważeniu nie wycofa się ze sportu.
25 września 2021 roku na UFC 266 stoczył walkę z Nasratem Haqparastem i zwyciężył przez jednogłośną decyzję.
Na wydarzeniu UFC 267, które odbyło się 30 października 2021 w Abu Zabi zmierzył się z Isłamem Machaczewem, zastępując Rafaela dos Anjosa. Przegrał walkę przez poddanie kimurą w pierwszej rundzie.
19 marca 2022 roku na gali UFC Fight Night 204 zmierzył się z Arnoldem Allenem w walce, w wadze piórkowej. Przegrał walkę przez techniczny nokaut w pierwszej rundzie.
Podczas gali UFC 281 w Madison Square Garden, w Nowym Jorku zawalczył z pochodzącym z Peru Claudio Puellesem. Hangman przerwał serię dwóch porażek i zwyciężył przez techniczny nokaut.
4 marca 2023 na UFC 285 miał zmierzyć się z Jalinem Turnerem, jednak został zmuszony do wycofania się z walki przez kontuzję ręki i został zastąpiony przez Mateusza Gamrota. Do starcia z Amerykaninem doszło ostatecznie 8 lipca na gali UFC 290. Po wyniszczającym boju wygrał niejednogłośną decyzją sędziów, wskazujących jego zwycięstwo w stosunku 2 x 29-28, 28-29.
Oczekiwano, że 2 grudnia 2023 roku na UFC on ESPN 52 zawalczy z Bobbym Greenem, jednak na tydzień przed wydarzeniem wycofał się z powodu kontuzji i został zastąpiony przez Jailina Turnera.
W następnej walce, którą stoczył 17 sierpnia 2024 na UFC 305 w australijskim Perth, zmierzył się z Mateuszem Gamrotem. Po trzyrundowej batalii zwyciężył z faworyzowanym rywalem niejednogłośnie na kartach punktowych. Dwóch sędziów wypunktowało zwycięstwo dla Hookera, zaś jeden dla Gamrota. Po walce obaj zawodnicy otrzymali od organizacji bonus za walkę wieczoru.
8 marca 2025 na gali UFC 313 miał zmierzyć się z byłym tymczasowym mistrzem wagi lekkiej, Justinem Gaethje. W późniejszym czasie ogłoszono, że wycofał się z walki z powodu kontuzji ręki.

## Życie prywatne
Hooker prowadzi i trenuje sztuki walki w swojej własnej siłowni The Combat Academy w Auckland w Nowej Zelandii. We wrześniu 2021 r. Hooker ogłosił, że przenosi się do Stanów Zjednoczonych z powodu problemów, jakie napotkał w związku z ograniczeniami w Nowej Zelandii, a także z uzyskaniem wizy pracowniczej umożliwiającej wyjazd do USA z Nowej Zelandii.

## Osiągnięcia

### Mieszane sztuki walki
- Australian Fighting Championship
  - 2012-2013: Mistrz AFC wagi lekkiej
- Supremacy Fighting Championships
  - 2011: Mistrz SFC wagi lekkiej[56]
- MMAJunkie.com
  - 2015 Nokaut miesiąca maj vs. Hatsu Hioki[57]
  - 2020 Walka miesiąca luty vs. Paul Felder[58]
  - 2020: Walka miesiąca czerwiec vs. Dustin Poirier[59]

### Kick-boxing
- World Kickboxing Federation
  - Mistrz WKBF X-Rules w wadze półśredniej
- King in the Ring
  - Mistrz King in the Ring w wadze średniej